# Pirovalerona
La pirovalerona (Centroton, 4-Metil-β-ceto-prolintano, Thymergix, O-2371) es un fármaco psicoactivo con efectos estimulantes al actuar como un inhibidor de la recaptación de norepinefrina-dopamina (NDRI), y se utiliza para el tratamiento clínico de fatiga crónica o letargo y como anorexígeno o supresor del apetito para perder peso. Se desarrolló a fines de la década de 1960 y desde entonces se ha usado en Francia y en varios otros países europeos, y aunque la pirovalerona todavía se prescribe ocasionalmente, se usa con poca frecuencia debido a problemas de abuso y dependencia. Está estrechamente relacionado con el nivel estructural con una serie de otros estimulantes, como MDPV y prolintano (Promotil, Katovit).
Los efectos secundarios de la pirovalerona incluyen anorexia o pérdida de apetito, ansiedad, sueño fragmentado o insomnio y temblores, sacudidas o temblores musculares. La abstinencia después del abuso después de la interrupción a menudo resulta en depresión.
El enantiómero R de la pirovalerona carece de actividad.